# Primavera de Rondônia
Primavera de Rondônia est une municipalité brésilienne située dans l'État du Rondônia.
La population était de 3 524 habitants en 2010.